# Microstylum rubigenis
Microstylum rubigenis är en tvåvingeart som beskrevs av Stanley Willard Bromley 1927. Microstylum rubigenis ingår i släktet Microstylum och familjen rovflugor.
Artens utbredningsområde är Madagaskar. Inga underarter finns listade i Catalogue of Life.